# Maria Angélica Não Mora Mais Aqui
Maria Angélica Não Mora Mais Aqui foi uma banda brasileira pioneira do indie rock brasileiro e do movimento do guitar band nacional, formada em meados de 1984 na cidade de São Paulo, São Paulo. Precursora do indie rock no Brasil, serviu de influência para todas as bandas que surgiriam e formariam o cenário alternativo local, como Pin Ups, Killing Chainsaw, Mickey Junkies e Wry. O grupo foi originalmente formado por Fernando Naporano (composição/vocal) e pelos guitarristas Carlos Nishimiya e Victor Bock.

## História
A primeira fase do Maria Angélica foi marcada por uma variedade de influências. Cantadas em português, as canções eram influenciadas pelo rock de garagem dos anos 1960, pelo power pop e pelo rock and roll, com dosagens de MPB dos anos 1970.
Com a chegada do baterista Vitor Leite (ex-Ira!, Gang 90 e Muzak) e do baixista Lu Stopa (ex-Magazine) por volta de 1987, as faixas se tornaram mais pesadas, com uma aura punk. A partir de então, a nova acepção musical da banda - que incluía boleros, baladas, folk, bossa nova, hard rock e até fado em seu repertório – sofreu uma guinada radical. Naporano foi o primeiro vocalista, no então vigente cenário do rock brasileiro, a assumir o inglês como língua oficial de suas composições. A sonoridade englobava essências do rock da época, muito levado pelo imersivo uso de guitarras, indo do jingle-jangly ao folk-pop, aliada às mais variadas acepções da chamada "Class of ’86" (C86) britânica. Toda essa mescla levou Naporano a batizar essa nova fachada do Maria Angélica como Regressive Rock (“rock regressivo”), terminologia inspirada numa crítica ao combo inglês The June Brides.
Desse amálgama surgiu o disco “Outsider” (Vinil Urbano), de 1988. Gravado em duas sessões de seis horas, ao vivo num estúdio da Bela Vista, bairro da capital paulista, o disco teve uma produção e mixagem bem cruas, feitas pela própria banda e Rolando Castello Júnior (baterista da Patrulha Do Espaço). O álbum apresenta uma versão de “I Don’t Mind” (Buzzcocks), a única composição não própria registrada na carreira do Maria Angélica.
Em meados de 1989, o grupo teve a faixa “Te Amo Podes Crer”, incluída no LP "Sanguinho Novo" (Eldorado), um tributo ao compositor Arnaldo Baptista, que inclusive chegou a se apresentar com o Maria em algumas ocasiões. Em sua história o conjunto contou com mais de sete formações, mas o núcleo central (composto por Naporano, Bock e Nishimiya) foi mantido até o início de 1989. Nessa época, Stopa e Nishimiya deixaram a banda porque Naporano pretendia gravar mais um álbum e levar o grupo para Londres. A entrada dos novos integrantes, Deborah Freire (baixo) e Kim Kehl (guitarras), injetou ao som do grupo fortes tonalidades de psicodelia e a mudança de nome para Maria Angélica Doesn’t Live Here Anymore.
O resultado desta nova aventura musical foi registrado no mini-LP “Full Moon Depression” (1990, Polythene Pam) e no álbum póstumo “Stroboscopic Cherries” (1991, Polythene Pam). Ambos os trabalhos foram gravados num estúdio em São Paulo com várias limitações técnicas. A curiosidade é que tiveram a coprodução do produtor norte-americano Roy Cicalla, que na época residia no Brasil.
Em 1991, o grupo dissolveu-se, ainda que o núcleo de Bock, Freire e Naporano, estivesse juntos em Londres. Desde sua dissolução, a reputação do grupo cresceu entre as emergentes garage-bands brasileiras dos anos 1990, adquirindo no novo milênio um reconhecimento muito maior que tiveram durante sua existência. Uma recente prova disso é o premiado filme documentário “Guitar Days”, de Caio Augusto Braga, onde o Maria Angélica é visto como uma das seminais bandas da história do rock brasileiro dos anos 1980 e 1990.
Para Fernando Naporano, aqueles anos 1980 formavam um "um cenário muito mais interessante, instigante e enriquecedor que o atual. A razão é simples. Não havia internet, nem tantas facilidades tecnológicas para se confeccionar um livro ou para se editar um disco pelas próprias mãos. Tanto as editoras e gravadoras, fossem as multinacionais, as de grande poder de distribuição ou as independentes (sem dúvida, as mais expressivas), tinham seus lá comandos artísticos, seus critérios e suas diretrizes de trabalho".
Em 2021, o catálogo do Maria Angélica começou a ser disponibilizado nas principais plataformas de streaming de música.

## Documentários

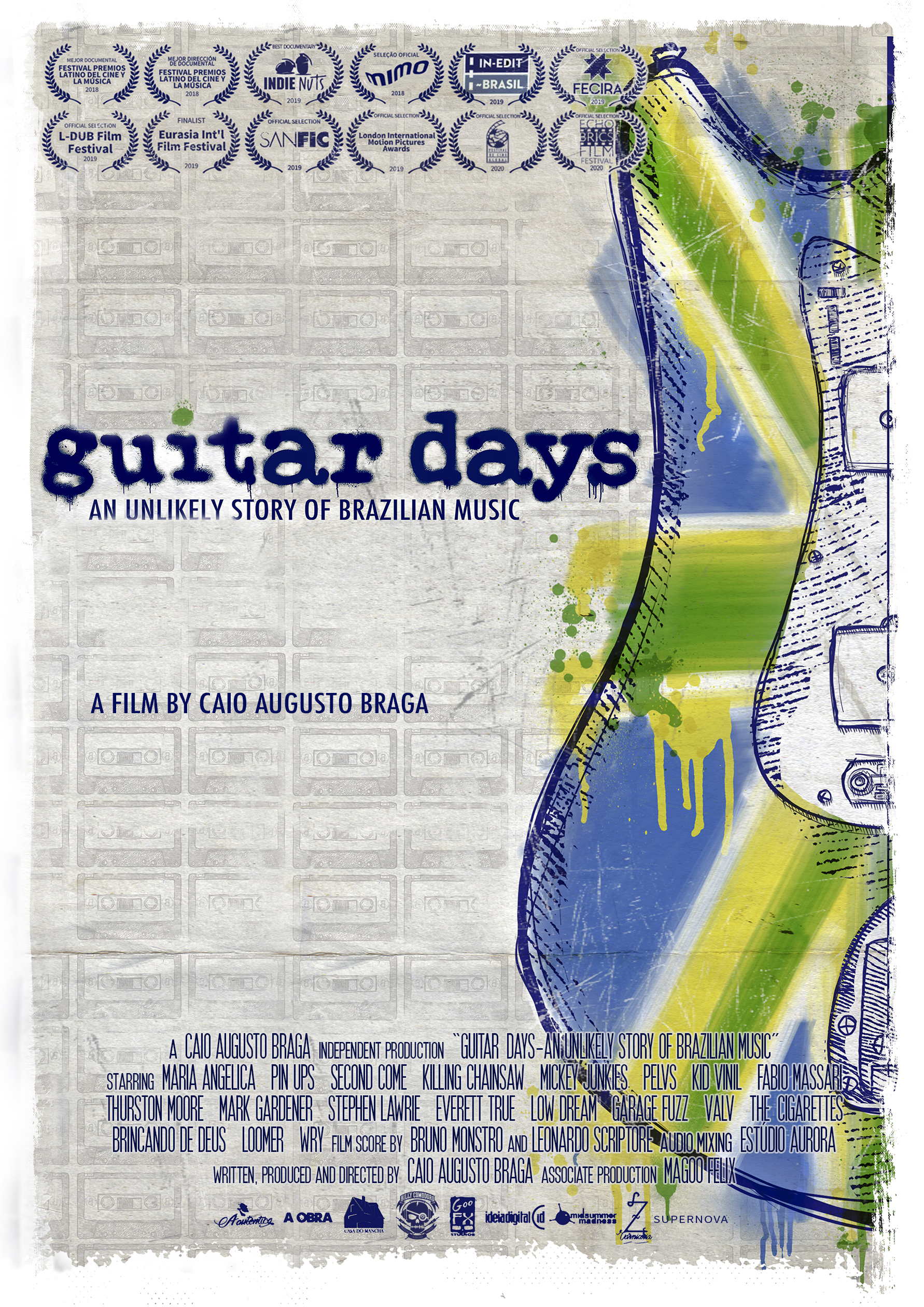
Pôster de "Guitar Days"

"Guitar Days - An Unlikely Story of Brazilian Music" é um documentário de Caio Augusto Braga, lançado em 2019 e premiado no Festival Premios Latino del Cine y la Música de Marbella, Espanha como melhor documentário e melhor direção de documentário, e na Alemanha como melhor documentário no festival Indie Nuts.
A história do Maria Angélica se entremeia com a linha narrativa do documentário, que enfoca o movimento guitar iniciado pelo próprio Maria até a sua transformação ao indie, com a cena atual.
Além de depoimentos das principais bandas dos movimentos e do próprio Fernando Naporano, o documentário traz entrevistas com músicos estrangeiros que influenciaram a cena, como Thurston Moore (Sonic Youth), Mark Gardener (Ride) e Stephen Lawrie (The Telescopes), e com o jornalista da NME e Melody Maker e "descobridor" do grunge, Everett True.

## Discografia

### Álbuns
- 1988 Outsider
- 1991 Stroboscopic Cherries

### Mini-LPs
- 1991 Full Moon Depression

### EPs
- 1986 Lost & Found

### Bootlegs
- 2000 Saudade dos Amores que Não Tive

### Compilações
- 1989 Sanguinho Novo... Arnaldo Baptista Revisitado[17]
- 2019 Guitar Days - An Unlikely Story of Brazilian Music

### Videoclipes
- 1988 Alemanha
- 1989 Purple Thing

## Integrantes
- Fernando Naporano (composição/vocal)
- Carlos Nishimiya (guitarra)
- Victor Bock (guitarra)
- Vitor Leite (bateria)
- Lu Stoppa (baixo)
- Paulo Zinner (bateria)
- Kim Kehl (guitarra)
- Deborah Freire (baixo)
- Felipe Tillier (baixo)
- Décio Medeiros (bateria)
- Nelson Fumagalli (teclado)
- Kuki Stolarski (bateria)
- Guilherme Coelho Mola (baixo)